# Mohamed Sowan

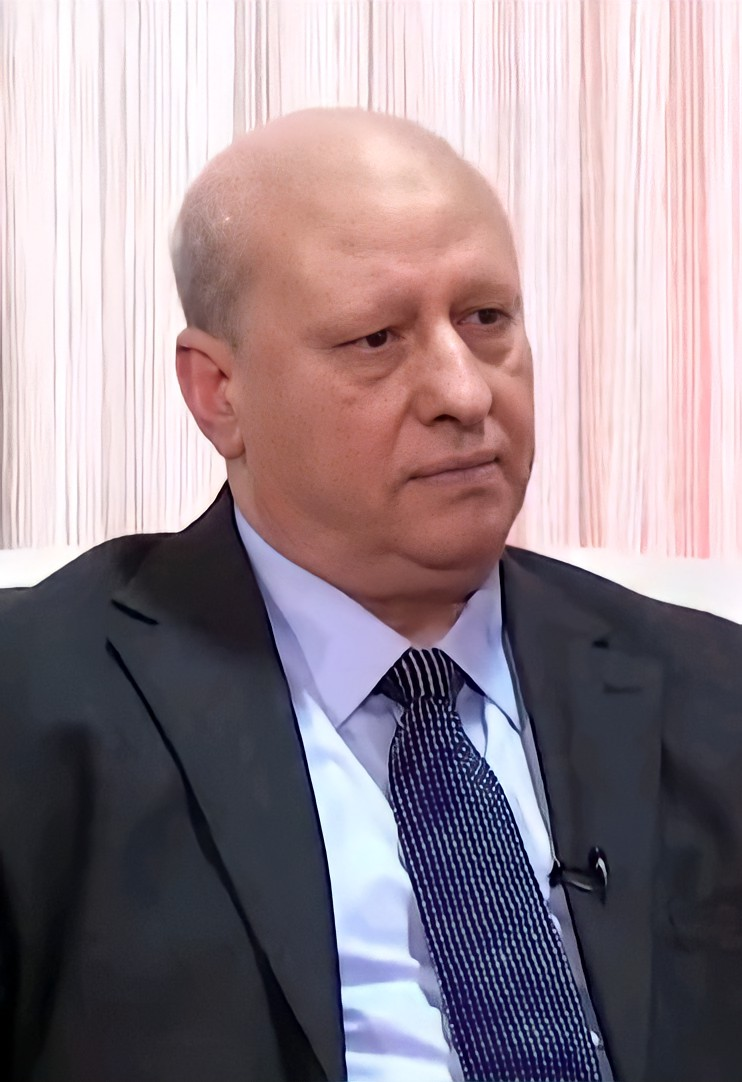
Mohamed Sowan

Mohamed Sowan es un activista islamista libio y político. Él ha sido el líder del Partido de la Justicia y el Desarrollo desde su creación en marzo de 2012. El Partido de la Justicia y el Desarrollo es el brazo político de los Hermanos Musulmanes de Libia. Sowan es de la ciudad de Misurata. Fue encarcelado por el depuesto gobierno Jamahiriya árabe libio, hasta que fue liberado en 2006 y posteriormente trabajó como gerente de hotel.